# Statuia Sfintei Treimi, Șimleu Silvaniei
Statuia Sfintei Treimi este un obelisc din Șimleu Silvaniei, România.

## Istoric
Obeliscul a fost ridicat în anul 1772 în semn de recunoștință, deoarece ciuma care a afectat regiunea a ocolit localitatea; ciuma rusă din 1770-1772⁠(en)[traduceți] a luat zeci de mii de vieți. Statuia Sfintei Treimi nu a fost niciodată mutată din locul său original.
Monumentul istoric a fost renovat în 2010.

## Legături externe
- Șimleu Silvaniei, Statuia Sfintei Treimi